# RIPE NCC

Kaart van de gebieden van de Regional Internet Registry's

RIPE NCC of RIPE Network Coordination Centre is de Regional Internet Registry of RIR voor Europa en het Midden-Oosten. Naast het RIPE NCC zijn er nog vier andere RIR's: APNIC (Azië en Australië), AfriNIC (Afrika), LACNIC (Latijns-Amerika) en ARIN (Noord-Amerika).

## Regional Internet Registry
Een RIR verzorgt in haar geografische werkgebied de coördinatie en uitgifte van IP-adressen en AS-nummers. Dit doet zij niet direct aan eindgebruikers, maar via internet providers die aangesloten zijn bij de RIR, de zogenaamde LIR's of Local Internet Registries. Afhankelijk van de omvang van de provider en de door de LIR zelf opgegeven behoefte aan IP-adressen krijgt deze een aaneengesloten blok IP-adressen (een supernet) toegewezen welke zij dan weer moet verdelen onder haar klanten.

### Uitgifte IPv4-adressen

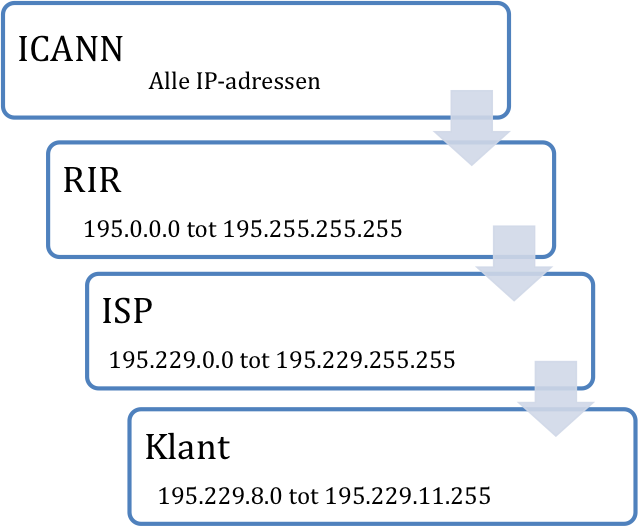
Hiërarchie uitgifte IPv4-adressen

Voor IPv4-adressen zijn er duidelijke richtlijnen hoe deze uitgedeeld moeten worden omdat de beschikbaarheid van deze adressen laag is: er zijn nog maar weinig vrij beschikbare adressen beschikbaar.
Een startende LIR moet voor elke toewijzing van IP-adressen uit haar blok toestemming vragen aan de RIR, maar als na een aantal aanvragen blijkt dat deze LIR de procedures goed volgt dan krijgt ze toestemming om bepaalde hoeveelheden adressen die per klant uitgedeeld worden zelf goed te keuren. Wel moet ze een goede administratie bijhouden en die op verzoek van de RIR ter inzage geven. 
Een startende LIR mag na een aantal maanden bijvoorbeeld zelf de uitgifte van een subnet tot 32 IP-adressen goedkeuren (een /27-subnet) en als zij vervolgens regelmatig aanvragen indient voor grotere subnets ten behoeve van haar klanten dan kan ze later ook toestemming krijgen om -bijvoorbeeld- /24 blokken uit te geven (256 adressen of een class-C size-netwerk, een term uit de tijd dat er nog geen Classless Inter-Domain Routing bestond en IP netwerken vaste groottes hadden  (class A (16.777.216 per netwerk), B  (65.536) of C (256 adressen).
Behalve het risico van uitputting gelden er ook nog andere redenen om de uitgifte van IP-adressen goed te coördineren. Een belangrijke wens is om IP adressen die een bepaalde provider gebruikt zo veel mogelijk aaneengesloten als routeerbaar blok uit te geven. Om het onderling uitwisselen van IP-dataverkeer mogelijk te maken moeten de centrale routers van alle providers weten waar ze een bepaald IP-adres naartoe moeten sturen om op de eindbestemming aan te komen. Het is voor het routerings-protocol BGP-4 veel efficiënter dat er in de route-tabel zo min mogelijk entries staan. Als een bepaalde provider bijvoorbeeld 65.000 adressen in gebruik heeft, is het prettiger als deze adressen in een blok zitten van bijvoorbeeld 162.65.0.0 - 162.65.255.255 dan wanneer het allemaal gescheiden blokjes van 256 adressen zouden zijn: in dat geval zou voor die provider alleen al 256 route-entries in alle core-routers moeten staan).
De RIR krijgt van de wereldwijde IR (IANA) grote adresblokken toegewezen, waaruit zij dus weer blokken toekent aan de LIR's.

### Uitgifte laatste adressen door IANA
Inmiddels heeft IANA de laatste /8-blokken IPv4-adressen toegewezen aan de diverse RIR's. Onderdeel van het distributie-beleid was dat zodra er voor elke RIR nog slechts een enkel /8 blok in de pool niet toegewezen blokken zou zijn deze laatste blokken direct zouden worden toegewezen aan de RIR's. Begin februari 2011 was dit moment daar en deelde IANA de laatste blokken uit aan de RIR's. De RIR's hebben dus nu hun laatste blokken IPv4-adressen gekregen en afhankelijk van de vraag naar IPv4-adressen in elk van de RIR-regio's hebben deze laatste voor enkele maanden tot maximaal 2 jaar nog adressen om toe te kennen aan ISP's. Het eerst zal een gebrek ontstaan aan grotere aaneengesloten blokken adressen en zal uitputting van adressen binnen afzienbare tijd echt een feit zijn. Het RIPE NCC heeft nog ongeveer 29 miljoen vrije IPv4-adressen om toe te kennen aan gebruikers (via de LIR's), maar het zal dus lastiger worden om grote blokken toe te kennen
Daarnaast zijn er nog veel toegekende IPv4-adressen die niet gebruikt worden of niet bereikbaar zijn vanaf het internet. Vooral bedrijven die in een wat verder verleden grote blokken adresruimte aanvroegen gebruiken bijvoorbeeld routeerbare adressen in hun bedrijfsnetwerken, en zou er met NAT en het hernummeren binnen die organisaties nog extra adressen kunnen worden vrijgemaakt. Ook het opnieuw uitdelen van adressen die niet meer in gebruik zijn kunnen nog adresruimte opleveren; dit speelt vooral in de USA en Europa - terwijl de grootste en eerste tekorten in Azië zullen ontstaan.
Hoewel IPv4-adressen geen eigendom van iemand zijn: het zijn toewijzingen, wordt verwacht dat er handel zal ontstaan in vrijkomende adressen als gevolg van fusies, faillissementen etc. In het RIR-gebied van het RIPE NCC zijn er wel procedures om vrijkomende adressen in te nemen de praktijk zal wellicht anders zijn. Zo heeft Microsoft miljoenen dollars betaald voor de vrijgekomen IPv4-adressen van de teloorgegane telecom-apparatuurfabrikant Nortel.
Voor het werkingsgebied van het RIPE-NCC wordt gemeld dat er in ieder geval tot aan het einde van 2011 nog gewoon nieuwe blokken IPv4-adressen kunnen worden uitgegeven aan LIR's. De meest voorkomende vragen worden beantwoord in een FAQ en een deel van de website van de organisatie is gericht op de uitputting van de IPv4-adresruimte.

### Uitgifte IPv6-adressen
Ook IPv6-adressen worden toegewezen door het NCC via de LIR's maar het risico dat de IPv6-adressen opraken is niet reëel en de strenge regels voor het toewijzen van zo min mogelijk publieke adressen (in het geval van IPv4) zijn dan ook niet van toepassing. Maar nog wel is het van belang dat IPv6-adressen zo efficiënt mogelijk gerouteerd kunnen worden en dat alle IPv6-adressen die bij een bepaalde provider horen in 1 of enkele 'entries' in de BGP routetabel staan.

### Uitgifte AS-nummers
Elke internetprovider die verkeer wil kunnen uitwisselen met andere providers heeft een AS-nummer nodig. Het aantal beschikbare AS-nummers is ook eindig (42 000 000 000 beschikbare nummers) en de uitgifte wordt geregeld door de RIR's en geregistreerd door IANA. Elke provider krijgt in principe 1 AS-nummer tenzij het een heel grote -wereldwijd opererende- provider is: in dat geval kan deze binnen haar eigen organisatie meerdere semi-zelfstandige netwerken hebben met elk een AS-nummer. Daarnaast zijn door consolidatie op de provider-markt: de ene provider neemt een andere provider over en heeft dan twee AS-nummers. In de meeste gevallen wordt alles dan gemigreerd naar een AS-nummer omdat dit ook voor de provider zelf technisch en organisatorisch veel handiger is.

### Reverse DNS policies
Een andere taak van het NCC is het verzorgen van een correcte afhandeling van reverse-DNS omzettingen: het vertalen van een IP-adres naar een hostnaam. Het NCC is de aangewezen partij om de PTR DNS verwijzing van de door haar uitgegeven adresblokken te hosten en zij draagt deze verantwoordelijkheid weer over aan de LIR's die bepaalde adresblokken toegewezen krijgen. De LIR's kunnen vervolgens hun eigen klanten weer verantwoordelijk maken voor het hosten van een PTR-look-updatabase.

## Het RIPE NCC
Het RIPE NCC is dus de RIR voor Europa en het Midden-Oosten (en voorheen ook (Noord)-Afrika) en is gevestigd in Amsterdam. Organisatorisch is ze onderdeel van het Réseaux IP Européens, maar de taken van het NCC staan eigenlijk geheel los van RIPE.

### WHOIS-database
Behalve de uitgifte van IP-adressen en AS-nummers beheert RIPE ook een grote WHOIS-database waarin de LIR's vast kunnen leggen welke IP-adressen aan wie zijn toegekend en waarin het NCC zelf de toekenning van IP-adressen en AS-nummers registreert.
Ook informatie over het uitwisselen van verkeer (het peeren en ook de transit verbindingen) worden in de WHOIS-database vastgelegd. In de database van het RIPE NCC staat informatie van alle IP-adressen van de wereld: voor de adressen die beheerd worden door het RIPE NCC komt die informatie uit 'eigen bron' en informatie over de data van de andere LIR's betrekt zij de informatie uit andere WHOIS-databases.

### Rootserver

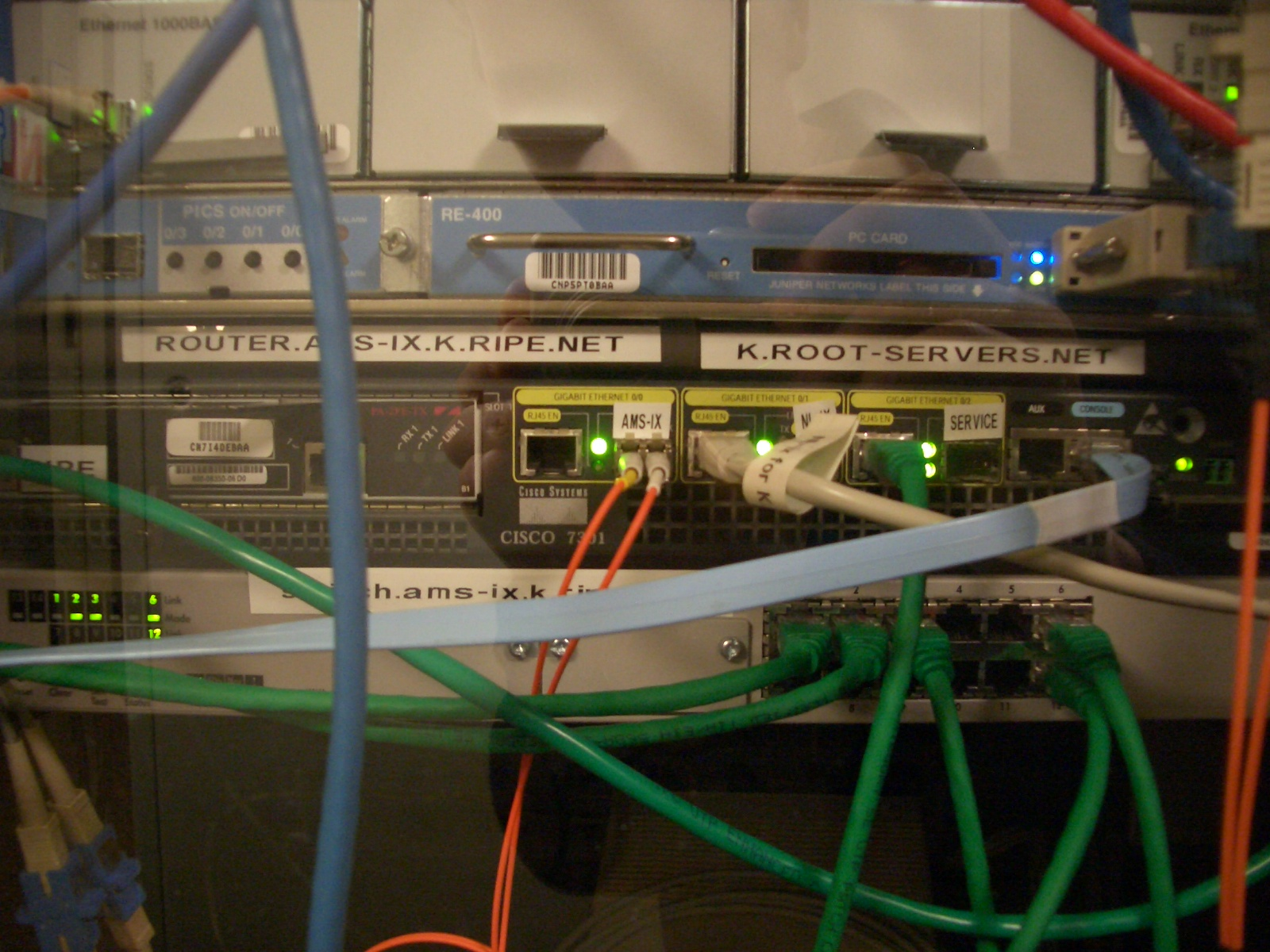
Global Anycast mirror van K-Root op de AMS-IX van het RIPE-NCC

Het RIPE NCC is de beheerder van een van de wereldwijde DNS-rootservers, de K-Rootserver. Deze root-server stond van origine in Amsterdam, maar sinds de invoering van Anycast is er geen vaste plaats meer voor deze server en staat hij op 18 locaties:5 voor wereldwijd gebruik en 13 voor lokaal gebruik (bijvoorbeeld binnen het netwerk van een bepaalde ISP)

### Andere diensten
Hoewel de belangrijkste taak van het NCC de RIR-taak is met daarnaast het beheren van de WHOIS-database en de K-Root-server doet Ripe NCC ook nog een aantal andere taken voor de gehele internetgemeenschap. Soms zijn dit activiteiten die eigenlijk niet onder het NCC vallen, maar onder RIPE zelf.
Zo biedt het NCC via haar webpagina een groot aantal documenten aan via de RIPE Document store,verzorgt ze opleidingen voor LIR's en help ze bij de organisatie van de RIPE meetings van het Réseaux IP Européens.
Ook neemt ze deel aan diverse overlegorganen van de IANA, ICANN en geeft ze technische en organisatorische ondersteuning aan nieuwe RIR's in de wereld. 

### DNS
De meest gebruikte DNS-server implementatie is BIND, maar in samenwerking met het NCC heeft NLNet Labs een DNS-serverapplicatie ontwikkeld welke speciaal bestemd is om dienst te doen als authorative DNS en is daardoor ideaal geschikt als topleveldomein-DNS-server of DNS-rootserver. Deze DNS-versie heet NSD: Name Server Daemon